# ان‌جی‌سی ۵۷۵۰
ان‌جی‌سی ۵۷۵۰ یک کهکشان‌ در صورت فلکی سنبله است.